# Colli del Trasimeno rosso novello
Il Colli del Trasimeno rosso novello è un vino DOC la cui produzione è consentita nella provincia di Perugia.

## Caratteristiche organolettiche
- colore: rosso cerasuolo, vivace
- odore: fruttato, fresco, caratteristico
- sapore: vivace, fruttato caratteristico

## Produzione
Provincia, stagione, volume in ettolitri
- nessun dato disponibile